# Glypta verecunda
Glypta verecunda är en stekelart som beskrevs av Dasch 1988. Glypta verecunda ingår i släktet Glypta och familjen brokparasitsteklar. Inga underarter finns listade i Catalogue of Life.